# Papuana miyakei
Papuana miyakei är en skalbaggsart som beskrevs av Yamaya 2006. Papuana miyakei ingår i släktet Papuana och familjen Dynastidae. Inga underarter finns listade i Catalogue of Life.